# João José de Freitas
João José de Freitas (Carrazeda de Ansiães, Parambos, 28 de Maio de 1873 — Estação da Barquinha, Entroncamento, 17 de Maio de 1915) foi um advogado, professor e histórico político republicano, primeiro Governador Civil do Distrito de Bragança nomeado pela República, deputado e membro do Senado do Congresso da República. Foi seviciado e agonizou até à morte com um tiro de carabina na localidade da Barquinha, perto do Entroncamento, depois de ter tentado assassinar João Chagas na carruagem do comboio que transportava este dirigente republicano do Porto para Lisboa, e que fora indigitado na véspera chefe do governo na sequência da Revolta de 14 de Maio de 1915.

## Biografia
João José de Freitas nasceu a 28 de Maio de 1873 no lugar de Misquel, freguesia de Parambos, concelho de Carrazeda de Ansiães, filho de Manuel José de Freitas e de Carlota da Cunha e Almeida. Foi irmão de António Luís de Freitas, também governador civil do Distrito de Bragança.
Fez os seus estudos liceais na cidade do Porto, ingressando depois na Faculdade de Direito da Universidade de Coimbra onde em 1895 concluiu, com distinção, o curso de Direito.
Durante o seu tempo de estudante foi um dos elementos da falange académica republicana, tendo participado ativamente na Revolta de 31 de Janeiro no Porto. 
Terminado o curso, iniciou a sua vida profissional como advogado nos auditórios do Porto e lecionista em colégios da mesma cidade, mas pretendeu dedicar se ao ensino e para isso concorreu por várias vezes à docência no ensino secundário e superior.
Logo em 1896 concorreu ao grupo liceal de Geografia e História, ficando classificado em terceiro lugar entre vinte e dois concorrentes, mas não foi despachado, aparentemente devido às suas ideias republicanas.
Em 1898 concorreu para a cadeira de Economia Política e Legislação das Obras Públicas e Minas da Academia Politécnica do Porto. Apresentou-se então a concurso com uma dissertação intitulada A crise monetária e a circulação fiduciária em Portugal, que depois publicou. Apesar de ficar classificado em primeiro lugar em mérito absoluto, foi preterido a favor de Bento Carqueja, de novo aparentemente devido às suas opiniões republicanas. 
Sentindo-se injustamente tratado pelo poder monárquico, decidiu seguir a carreira de advogado nas colónias, fixando-se em Luanda, onde abriu banca. Não tendo o êxito que pretendia, partiu para a ilha de São Tomé, onde abriu banca de advogado. Ali encontrou o político republicano António José de Almeida, com o qual estabeleceu estrita amizade e colaboração.
Depois de uma permanência de cerca de seis anos em São Tomé, regressou a Portugal em 1905. No ano seguinte foi finalmente provido, por decreto de 9 de fevereiro de 1906, como professor efetivo do Liceu Central de Braga e candidatou-se nas eleições gerais daquele ano a deputado pelos círculos Lisboa e Bragança, integrado nas listas do Partido Republicano Português, mas não conseguiu ser eleito. Entretanto, viu-se impossibilitado de trabalhar durante dois anos e meio devido a uma doença tropical que contraíra em África. Apenas em novembro de 1909 retomou as funções de professor, então já no Liceu Rodrigues de Freitas, do Porto, onde fora entretanto colocado.
Nas eleições gerais de 1910 voltou a candidatar-se a deputado nas listas do PRP, novamente sem sucesso, mas sendo um republicano com créditos firmados, na sequência da implantação da República Portuguesa, ocorrida a 5 de Outubro daquele ano, João José de Freitas foi nomeado pelo Governo Provisório da República Portuguesa para o cargo de governador civil do Distrito de Bragança, que assumiu de imediato.
No ano seguinte foi eleito deputado pelo círculo de Braga e a 9 de junho de 1911 deixou o Governo Civil de Bragança para ocupar o respetivo lugar na Assembleia Nacional Constituinte. Foi substituído em Bragança pelo seu irmão, António Luís de Freitas, ao tempo magistrado em Torre de Moncorvo. 
Na sequência da entrada em vigor da Constituição Portuguesa de 1911, João José de Freitas foi eleito senador no Congresso da República, pelo Partido Republicano Português. No Senado revelou-se um orador aguerrido, por vezes violento, protagonizando momentos de grande tensão naquela câmara. Quando surgiram as divisões no seio do republicanismo português aderiu à tendência evolucionista, sendo na fase final da primeira legislatura um dos mais acérrimos apoiantes do governo de Pimenta de Castro.
"Para certos Republicanos a República tem sido um pé-de-cabra com que vêm aumentando os seus valores."
Em 1915 ainda exercia as funções de senador quando, na sequência da Revolta de 14 de Maio de 1915 decidiu eliminar João Chagas, então indigitado para substituir o general Pimenta de Castro na presidência do Governo. Na estação da Barquinha, nos arredores do Entroncamento, na noite de 16 para 17 de maio entrou na carruagem onde viajava o potencial chefe do novo governo acompanhado pela esposa e desferiu cinco tiros de pistola, três dos quais atingiram João Chagas de raspão na cabeça e arrancaram-lhe um olho. O senador transmontano foi, entretanto, dominado pelo Dr. Paulo José Falcão que viajava com Chagas. Entregue à Guarda Nacional Republicana, que entretanto acorrera, João de Freitas, ainda tentou fugir e pegar, de novo, na pistola. Mas acabou por ser atacado por populares, sendo abatido pela GNR com um tiro de carabina. Segundo o periódico evolucionista A Vanguarda do dia imediato, o linchamento de João José de Freitas foi um lento martírio, já que até fel lhe deram a beber antes de o matarem.
Um facto que provavelmente ajuda a explicar o atentado radica-se no então já distante ano de 1911, quando António Luís de Freitas, magistrado e irmão de João José de Freitas, era governador civil de Bragança e João Chagas era Ministro do Interior. Quando em outubro daquele ano se deu a primeira incursão monárquica liderada por Paiva Couceiro, João Chagas demitiu António Luís de Freitas, o que foi considerado injusto e afrontoso pelo irmão. Esta disputa entre homens que se conheciam de há muito poderá ter contribuído para desencadear o atentado. 
Na sua atividade política, João José de Freitas foi colaborador assíduo de diversos jornais republicanos, ente os quais O Mundo e A Luta (editados em Lisboa), A Resistência (de Coimbra) e A República do Norte (do Porto). Deixou dispersa nesses e noutros periódicos uma extensa obra doutrinária e panfletária. Deixou também publicadas duas monografias: A crise monetária e a circulação fiduciária em Portugal (Porto, 1898) e A revisão da Lei da Separação do Estado das Igrejas (Porto, 1913).